# هوسيا هدسون
هوسيا هدسون (بالإنجليزية: Hosea Hudson)‏ هو نقابي أمريكي، ولد في 12 أبريل 1898، وتوفي في 1988.